# Шесть искусств
Шесть искусств (кит. трад. 六藝, упр. 六艺, пиньинь liù yì, палл. лю и) — основа системы образования молодых аристократов периода Чжоу. В VI—V вв. до н. э. образованным среди аристократов считался тот, кто в совершенстве умел следующее:
- выполнять ритуалы
- исполнять и понимать музыку
- стрелять из лука
- управлять колесницей
- читать и писать
- владеть счётными навыками

Именно овладение этими искусствами давало человеку статус настоящего аристократа/благородного человека (кит. трад. 君子, пиньинь jūnzǐ, палл. цзюньцзы, буквально: «сын повелителя») допуск в среду аристократии.
Потребность в овладении Шестью Искусствами стала снижаться по мере ослабления влияния аристократии в китайских царствах.
После того, как основным источником рекрутирования элиты стали конфуцианские экзамены, Шесть искусств окончательно выходят из употребления как комплекс образовательных практик. Они переходят в разряд обособленных областей знаний и умений, идеологическую основу для которых составляет конфуцианское каноноведение.
Переходная стадия в восприятии Шести искусств отражена в цитате, приписываемой «Ши цзи» (滑稽列傳) Конфуцию: в ней Шесть искусств отождествляются с письменными канонами и культурными практиками, полностью исключая военные аспекты. Таковыми являются: ритуал, музыка, документы/письмо шу, поэзия ши, гадание и, а также история чуньцю. (孔子曰：「六藝於治一也。禮以節人，樂以發和，書以道事，詩以達意，易以神化，春秋以義。」)